# Hugh John Macdonald
Pour les articles homonymes, voir Macdonald.
Hugh John Macdonald (né le 13 mars 1850 et décédé le 29 mars 1929) était le seul fils survivant de sir John A. Macdonald et a lui-même été un homme politique, ayant été député à la Chambre des communes du Canada et ministre du cabinet fédéral ; il a également été brièvement premier ministre du Manitoba en 1900.